# Municipio de Swede Prairie
El municipio de Swede Prairie (en inglés: Swede Prairie Township) es un municipio ubicado en el condado de Yellow Medicine en el estado estadounidense de Minnesota. En el año 2010 tenía una población de 170 habitantes y una densidad poblacional de 1,81 personas por km².

## Geografía
El municipio de Swede Prairie se encuentra ubicado en las coordenadas 44°40′58″N 95°54′4″O / 44.68278, -95.90111. Según la Oficina del Censo de los Estados Unidos, el municipio tiene una superficie total de 93.81 km², de la cual 93,79 km² corresponden a tierra firme y (0,02 %) 0,02 km² es agua.

## Demografía
Según el censo de 2010, había 170 personas residiendo en el municipio de Swede Prairie. La densidad de población era de 1,81 hab./km². De los 170 habitantes, el municipio de Swede Prairie estaba compuesto por el 98,82 % blancos, el 0,59 % eran amerindios y el 0,59 % eran de una mezcla de razas. Del total de la población el 1,18 % eran hispanos o latinos de cualquier raza.